# Cedicoides pavlovskyi
Espèce
Synonymes
- Cedicus pavlovskyi Spassky, 1941

Cedicoides pavlovskyi est une espèce d'araignées aranéomorphes de la famille des Desidae.

## Distribution
Cette espèce est endémique du Tadjikistan. Elle se rencontre dans les monts Khazratisho.

## Description
La carapace du mâle holotype mesure 2,09 mm de long sur 1,54 mm et l'abdomen 2,21 mm de long sur 1,28 mm.
La femelle décrite par Marusik, Zonstein et Koponen en 2023 mesure 7,5 mm.

## Systématique et taxinomie
Cette espèce a été décrite sous le protonyme Cedicus pavlovskyi par Spassky en 1941. Elle est placée dans le genre Cedicoides par Marusik et Guseinov en 2003.

## Étymologie
Cette espèce est nommée en l'honneur d'Yevgeny Pavlovsky.

## Publication originale
- Spassky, 1941 : « Araneae palaearcticae novae VI. » Folia Zoologica et Hydrobiologica, vol. 11, p. 12-26.